# UCN3
UCN3‏ (Urocortin 3) هوَ بروتين يُشَفر بواسطة جين UCN3 في الإنسان.